# USS St. Lawrence
USS St. Lawrence – fregata floty Stanów Zjednoczonych, ukończona w 1848 roku. Zbudowana na podstawie planów fregaty USS "Brandywine".
Budowa fregaty rozpoczęła się w 1826 roku w stoczni w Norfolk, jednak z powodu braku funduszy, jej budowa trwała z przerwami do roku 1848.
W trakcie wojny secesyjnej fregata wzięła udział w bitwie w zatoce Hampton Roads.

## Dane fregaty
- Wyporność – 1754 t
- Długość – 53 m
- Szerokość – 14 m
- Zanurzenie – 4,39 m
- Załoga – 480 oficerów i marynarzy